# Ein feste Burg ist unser Gott BWV 80b
Ein feste Burg ist unser Gott (in tedesco, "Una solida fortezza è il nostro Dio") BWV 80b è una cantata di Johann Sebastian Bach.

## Storia
La cantata Ein feste Burg ist unser Gott BWV 80b, eseguita a Lipsia fra il 1728 ed il 1731, è un rifacimento della cantata Alles, was von Gott geboren BWV 80a, composta da Bach a Weimar ed eseguita il 15 marzo 1715. Con parti della BWV 80a e della BWV 80b, in seguito Bach assemblò la cantata Ein feste Burg ist unser Gott BWV 80.
È il più famoso corale di Martin Lutero, composto probabilmente fra il 1527 e il 1528. L'inno, conosciuto nelle chiese evangeliche italiane con il titolo "Forte rocca è il nostro Dio", fu l'inno di battaglia degli eserciti protestanti durante la guerra dei Trent'anni. Heirich Heine lo chiamò a ben ragione "La Marsigliese della Riforma". Il testo e la musica sono reperibili in tutti gli innari protestanti, sin dall'edizione del 1528.